# Систан

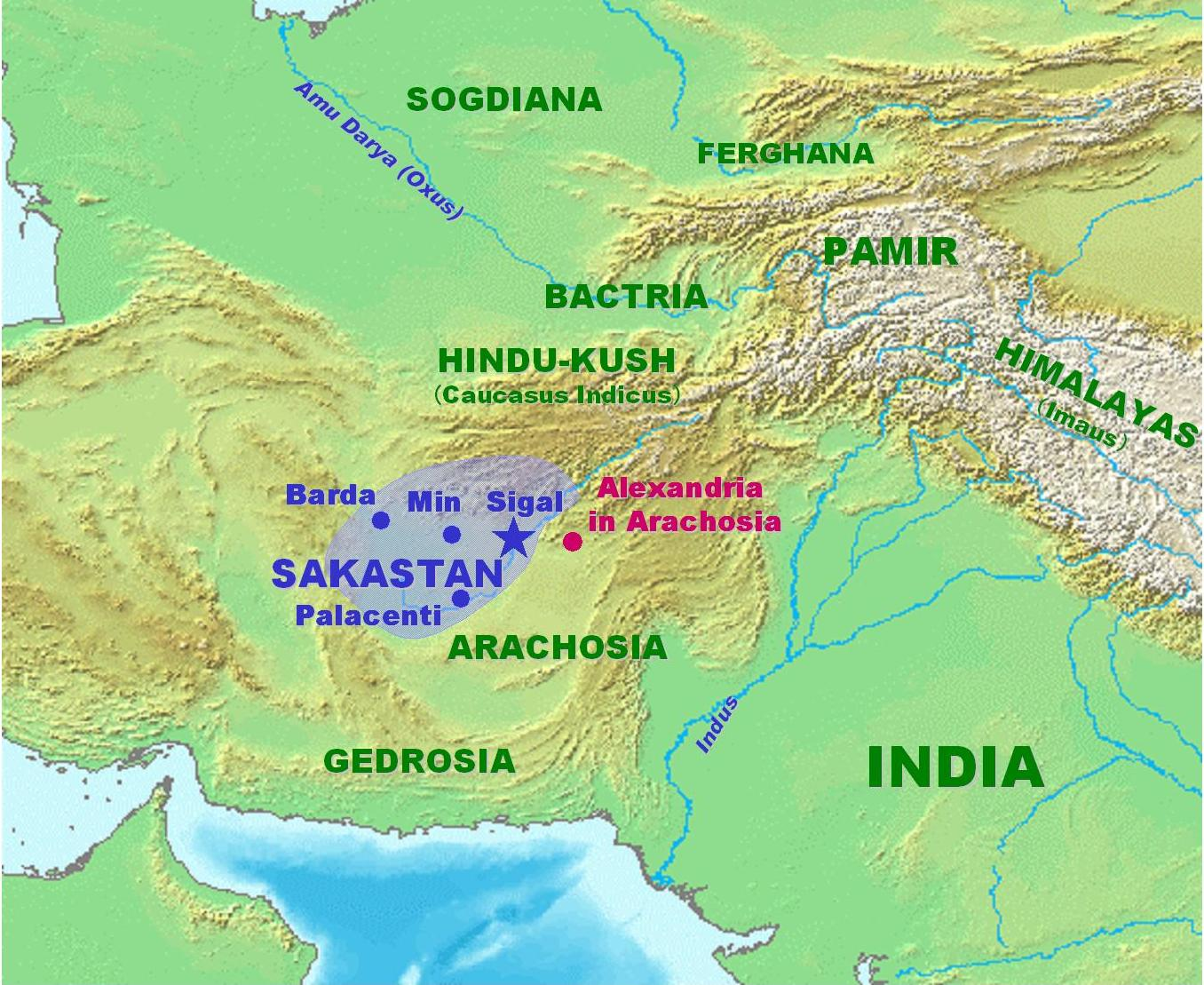
Сакастан около 100 года до н. э.

Систа́н (перс. سیستان‎ [siːˈstɒːn]), Сакастан, до II в. до н. э. — Дрангиана — историко-географическая область на юго-востоке Ирана и юго-западе Афганистана. Западный Систан является частью иранской провинции (остана) Систан и Белуджистан, тогда как восточный — афганской провинции Нимроз. Страна богата памятниками старины и героическими преданиями.

## История

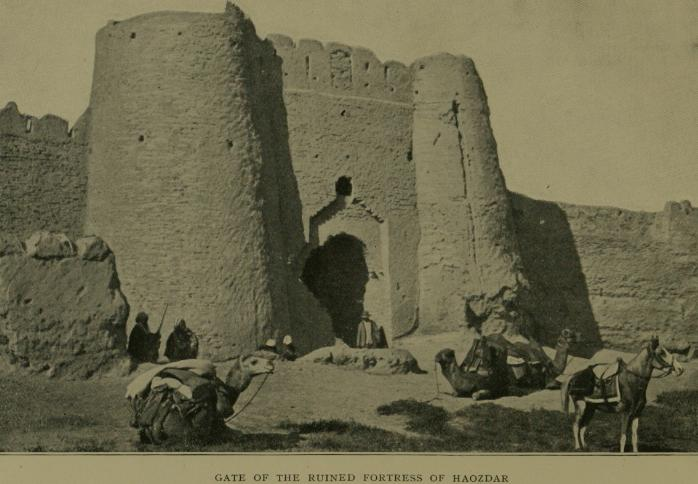
Руины крепости в Насретабаде, Систан

В первой половине I тысячелетия до н. э. этот регион, носивший название Дрангиана, входил в состав Мидийской державы. При Дарии I (или до него) Систан был включён в состав Ахеменидской державы.
В IV веке до н. э. Систан был завоёван фалангами Александра Македонского, который основал здесь город Александрия-в-Арахозии, (современный Кандагар).
С приходом саков в конце II века до н. э. название Сакастан постепенно распространяется на Дрангиану (греч. Δραγγιανή, в античных и иранских источниках также Заранг) — древнеиранскую область в бассейне озера Хамун и низовьях реки Гильменд (в соседних районах современного Ирана и Афганистана), во времена Ахеменидов и в эллинистический период — одну из основных восточно-иранских областей.
После смерти Александра регион последовательно переходил к его эпигонам Селевкидам и к индийской династии Маурьев в 305 году до н. э. Далее регион входил в состав Греко-Бактрийского царства (с 180 года до н. э.).
В конце II века до н. э. Систан заселили пришедшие с севера племена саков. Саков примерно в 100 году до н. э. подчинила Парфия, в 20 году н. э. — Кушанское царство, затем — Сасанидская держава.
В 650 году Систан был захвачен арабским халифом Османом (644—656), и с тех пор страна долгое время управлялась наместниками халифа (вали).
С 861 по 1003 годы Систаном управляли Саффариды.
В 1508 году Систан был захвачен кызылбашским шахом Исмаилом I.
В последние годы Сефевидского государства в борьбу за независимость Систана вступил Малик Махмуд Систани.
В 1747-1754 годах часть Систана завоевал Ахмад-шах Дуррани.
Seistan заключает часть древней Арианы. У теперешних обитателей Ирана Seistan - родина их богатыря Рустама и поприще его подвигов, которые воспеты, как героическое время, ново-персидским поэтом Фирдоуси, а Рустам - освободитель этой страны, родины своих предков, от нападений неприятелей из Турана. Главные лица его дома везде в древнейших рассказах являются повелителями этой высокой страны. Но пора славы прошла: теперь видны только развалины прежней образованности да разбойнические орды!
 — писал в XIX веке немецкий иранист и географ Карл Риттер.
В 1900-1901 годах Систан посетила экспедиция русского географа и орнитолога Н. А. Зарудного. Беседуя с местными жителями, Зарудный с удивлением отметил, что многие из них даже не подозревают о существовании Российской империи. Зато обнаружился в Систане «небольшой английский городок». Англичане наняли какую-то банду, чтоб та истребила отряд Зарудного. Однако, сделав несколько выстрелов по каравану, наёмники сочли за лучшее начать мирные переговоры с Зарудным, в ходе которых «сдали» своих хозяев… Удивительно, что ближе к концу экспедиции, на юге Белуджистана, Зарудный и его спутники посетили английскую факторию в портовом городе Чахибар (Чехбехар), где «встретили любезный приём и помощь в деле снаряжения каравана. Из Чахибара караван двинулся в обратный путь».

## Достопримечательности
Наиболее крупные археологические раскопки в Систан проводились на острове, окружённом водами озера Хамун, который в период расцвета зороастризма служил одной из основных целей паломничества.